# Carta naranja (automóvil)
La Carta Naranja es un documento similar a la carta verde válido en los siguientes países árabes:
- Arabia Saudí
- Argelia
- Baréin
- Egipto
- Emiratos Árabes Unidos
- Irak
- Jordania
- Kuwait
- Líbano
- Libia
- Mauritania
- Omán
- Catar
- Siria
- Somalia
- Sudán
- Túnez
- Yemen